# Kwintus Marcjusz Tremulus
Kwintus Marcjusz Tremulus – rzymski polityk przełomu IV i III wieku p.n.e.
W 306 p.n.e. Tremulus został wybrany na konsula razem z Publiuszem Korneliuszem Arviną. Tremulus odniósł sukces w walce z italskimi plemionami Herników i Anagninów, którzy po zdobyciu miast Kalacja i Sora mogli zagrozić Rzymowi. Za zwycięstwo odbył w Rzymie triumf, natomiast ku jego pamięci przed świątynią Kastora postawiono posąg konny.
W 288 p.n.e. ponownie został wybrany na urząd konsula, drugim konsulem na ten rok również był Korneliusz Arvina.